# Copestylum osburni
Copestylum osburni är en tvåvingeart som först beskrevs av Hull 1942.  Copestylum osburni ingår i släktet Copestylum och familjen blomflugor. Inga underarter finns listade i Catalogue of Life.